# Franciscus van der Steen

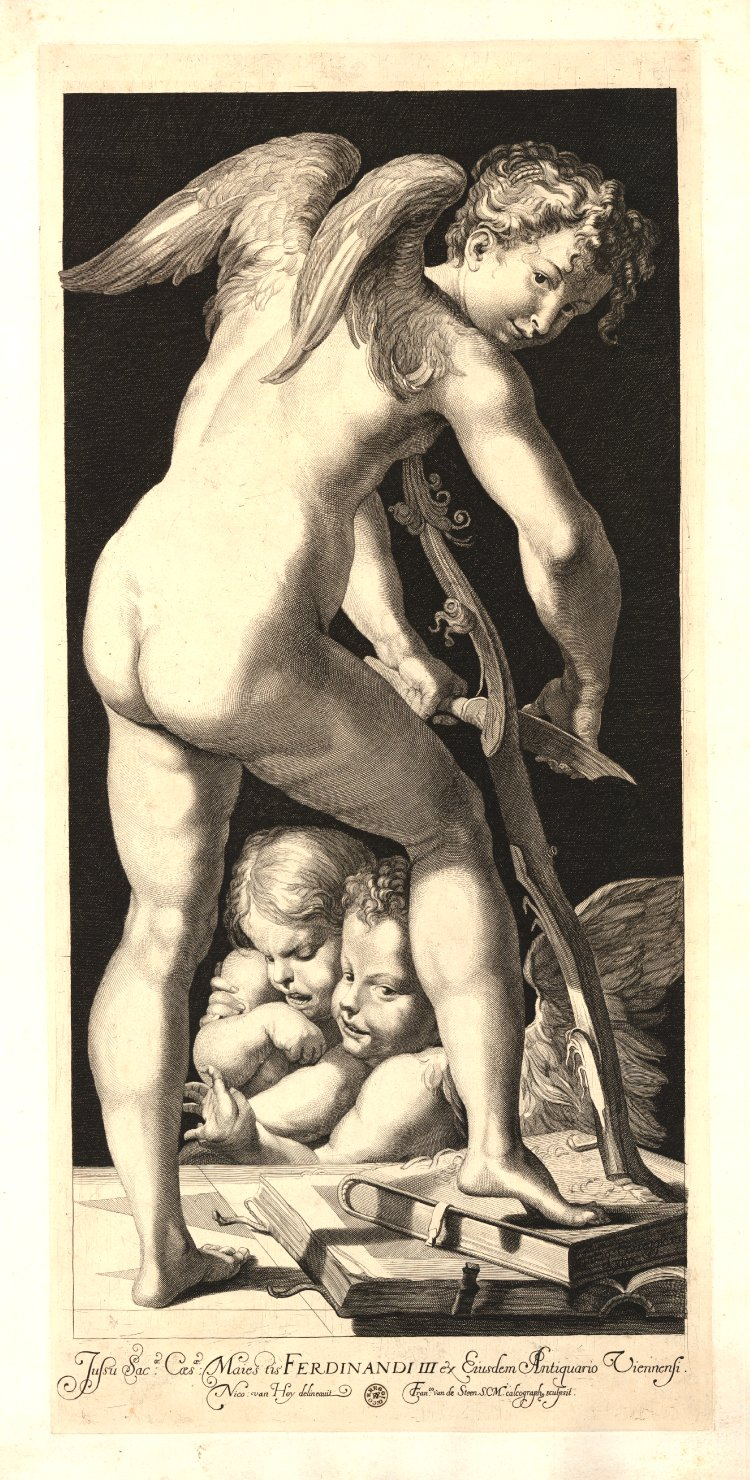
Cupido tallando su arco, grabado de Van der Steen por dibujo de Nikolaus van Hoy según la célebre pintura de Parmigianino conservada en el Kunsthistorisches Museum de Viena, pero atribuida a Correggio en la inscripción que en el grabado se encuentra en el libro que pisa el adolescente.

Frans o Franciscus van der Steen (Amberes, 1625-Viena, 20 de enero de 1672) fue un grabador flamenco.

## Biografía y obra
Hijo de un pescadero, se le encuentra registrado en el gremio de San Lucas de Amberes como aprendiz del paisajista Jacques Backereel o del grabador Alexander Voet en el curso 1638-39 y como maestro en 1642-43.
Trabajó en la corte del archiduque Leopoldo Guillermo en Bruselas y Viena, a donde se trasladó siguiendo al archiduque al cesar este en su cargo de gobernador de los Países Bajos españoles. En Viena realizó, por dibujos de Nikolaus van Hoy y compartiendo el trabajo con Jan van Ossenbeeck, algunos de los grabados de reproducción de las pinturas italianas de la colección del archiduque con destino al Theatrum Pictorium de David Teniers II, publicado en Bruselas en 1660. También contribuyó a la publicación del libreto del ballet ecuestre de Francesco Sbarra, La contesa dell' aria e dell' acqua, Viena, 1667, representado con motivo del enlace matrimonial de la infanta Margarita, hija de Felipe IV, con su tío, el emperador Leopoldo I, aportando de nuevo varios de los grabados por dibujos de Van Hoy que enriquecían el texto.
En el grabado de retratos, su firma se encuentra también en otras dos de las más importantes publicaciones ilustradas de la época: el conocido como Het Gulden Cabinet de Cornelis de Bie (Amberes, 1662), en el que le corresponde el retrato de Cornelis Cort por dibujo de Jan Meyssens, y la Historia di Leopoldo Cesare, Continente le cose piú memorabili successe in Europa dal 1656 al 1670, del conde Galeazzo Gualdo Priorato, publicada en Viena en tres tomos en tamaño folio entre 1670 —los dos primeros— y 1674, con una tirada de 1400 ejemplares. Ilustrada con cientos de grabados, correspondió a Van der Steen, entre otros, el retrato del emperador Fernando III de Habsburgo, que firmó como grabador de su majestad cesárea por dibujo de Jacob Toorenvliet.
En el terreno del grabado de reproducción, además de la citada contribución al Theatrum Pictorium, pueden mencionarse sus copias por dibujos de Van Hoy de algunos de los más estimados en su época cuadros de la colección imperial, como Júpiter e Io y el Rapto de Ganimedes de Correggio, el Cupido tallando su arco de Parmigianino, pero atribuido también a Correggio, o el Martirio de los diez mil de Alberto Durero (1661). También diversas pinturas de género de Teniers el Joven, La Anunciación de Rubens por dibujo de Frans Luyckx, o el Sileno ebrio por pintura de Anton van Dyck, con dedicatoria del grabador a Gonzales Coques.